# Oberleitungsbus Idar-Oberstein
Der Oberleitungsbus Idar-Oberstein war der Oberleitungsbus-Betrieb der rheinland-pfälzischen Stadt Idar-Oberstein. Die einzige Linie bestand von 1932 bis 1969 und verkehrte stets ohne Nummer. Sie ergänzte beziehungsweise ersetzte die 1900 eröffnete und 1956 stillgelegte Straßenbahn Idar-Oberstein. Zuständiges Verkehrsunternehmen waren in beiden Fällen die Stadtwerke Idar-Oberstein, die Stromversorgung erfolgte durch die Oberstein-Idarer Elektrizitäts-AG (OIE), einer Tochtergesellschaft der RWE. Für den heutigen Omnibusverkehr ist hingegen die Verkehrsgesellschaft Idar-Oberstein (VIO) verantwortlich. Der Oberleitungsbus oder kurz Obus wurde lokal de Droht genannt, eine Kurzform des pfälzischen Worts Drohtesel, hochdeutsch Drahtesel.

## Geschichte
Bereits ab 1900 verband die örtliche Straßenbahn die beiden Ortsteile – die bis 1933 eigenständig waren – miteinander. Sie stellte vor allem die Verbindung zwischen Idar und dem peripher gelegenen Bahnhof Idar-Oberstein an der Nahetalbahn her.
Eine beabsichtigte Verlängerung der Straßenbahn in den weiter nördlich gelegenen Ort Tiefenstein – dieser wurde 1930 nach Idar eingemeindet – scheiterte an der engen und steilen Passage an der Evangelischen Stadtkirche. So entschied sich die RWE alternativ für den Oberleitungsbus. Die Einführung des seinerzeit modernsten elektrischen Verkehrsmittels basierte auf einer Initiative des damaligen Bürgermeisters Ludwig Bergér. Als Vorbild diente England, wo sich Bergér mit einer Delegation unter der Leitung des Edelsteinhändlers Heinrich Albert Becker bereits 1930 von den Vorzügen der Obus-Technik überzeugen ließ.
Im Anschluss an die Straßenbahn – sie endete am Idarer Alexanderplatz – wurde am 22. Februar 1932 nach etwa einjähriger Bauzeit eine circa vier Kilometer lange einspurig ausgeführte Obus-Strecke von Idar, Am Pfarrgarten nach Tiefenstein, Rodter Mühle eröffnet. In Idar wendeten die Obusse mittels Fahrleitungsdreieck an der Einmündung der heutigen Harald-Fissler-Straße. Da die Fahrzeuge im Straßenbahndepot untergestellt wurden, legte man zusätzlich parallel zur Straßenbahnfahrleitung eine entsprechende Obusfahrleitung zwischen Idar, Am Pfarrgarten und der Wagenhalle. Diese Betriebsstrecke war 1,5 Kilometer lang. Der Obus-Betrieb in Idar-Oberstein war – nach dem 1930 eröffneten Fahrdrahtbus Mettmann–Gruiten – der zweite moderne Obus-Betrieb Deutschlands.
Nach über fünfzigjährigem Betrieb stand um 1955 eine Erneuerung der Straßenbahn an. Außerdem gab es in den engen Straßen der Stadt immer wieder Schwierigkeiten mit dem übrigen Straßenverkehr. Deshalb entschied man sich damals, den gesamten Straßenbahnbetrieb durch Obusse zu ersetzen, die nun vom Bahnhof bis Tiefenstein durchfahren konnten. So ersetzte man zum 29. Juli 1956 den Schienenverkehr durch die Verlängerung des Oberleitungsbusses.
Knapp sieben Jahre nachdem der Obusbetrieb seine größte Ausdehnung erreichte, verkürzte die OIE die Obus-Strecke um etwa die Hälfte und bediente Tiefenstein fortan mit Omnibussen. Ab 1. Mai 1963 fuhren die Obusse somit nur noch vom Bahnhof bis nach Idar – also etwa so wie die frühere Straßenbahn. Auch diese Strecke wurde am 11. Mai 1969 stillgelegt und auf Omnibusbetrieb umgestellt. Damit endete nach fast 70 Jahren der elektrische Nahverkehr in Idar-Oberstein. Ursache waren der fortschreitende Straßenausbau und die Einrichtung von Einbahnstraßen, sie hätten einen umfangreichen Umbau der Fahrleitung erfordert. Heute wird die ehemalige Obus-Strecke von der Buslinie 804 bedient.

## Fahrzeuge
Für den Oberleitungsbus Idar-Oberstein wurden im Laufe der Jahre insgesamt zehn Solowagen beschafft:
| Baujahr | Nummern | Stück | Fahrgestell | Aufbau     | Elektrik |
| ------- | ------- | ----- | ----------- | ---------- | -------- |
| 1931    | 1–2     | 2     | Uerdingen   | Uerdingen  | AEG      |
| 1949    | O1–O2   | 2     | Henschel    | Kässbohrer | BBC      |
| 1956    | O3–O8   | 6     | Henschel    | Ludewig    | BBC      |

Das Kürzel "O" wies auf einen Oberleitungsbus hin, im Gegensatz zu den Omnibussen, die in Idar-Oberstein bis heute mit einem "K" für Kraftomnibus gekennzeichnet werden. Die Nummern 1 bis 8 waren dabei doppelt belegt, also mit O1 bis O8 einerseits und K1 bis K8 andererseits.

## Trivia
Das auf manchen älteren Obus-Aufnahmen erkennbare Kraftfahrzeugkennzeichen – O III – war in den 1930er-Jahren das Kennzeichen für den Landkreis Birkenfeld, der damals als Teil des Fürstentums Birkenfeld zum Land Oldenburg gehörte.